# Grigio alpina

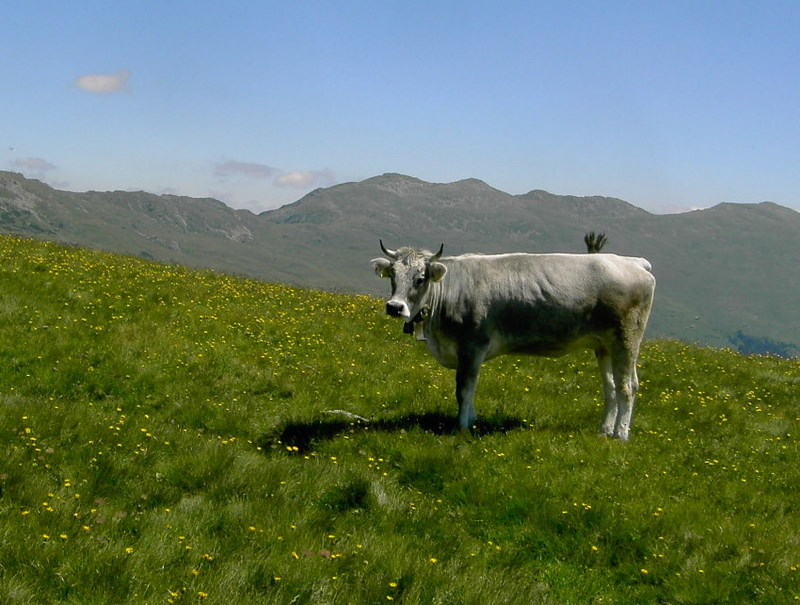
Una vacca Grigio Alpina in alpeggio

La Grigio Alpinaè una razza bovina a duplice attitudine (soprattutto latte), allevata principalmente nella, Alto Adige e il Trentino. Marginalmente invece nelle zone montuose e pedicollinari delle provincie di Bergamo, Belluno, Treviso. Sempre marginalmente nelle zone montuose di Piemonte e Friuli-Venezia Giulia

## Caratteristiche morfologiche
La razza è caratterizzata da un mantello di colore generalmente grigio-argento, con sfumature più scure intorno agli occhi, sul collo, sulla spalla e sui fianchi, mentre i tori sono più scuri. Le mucose sono nere e il musello sempre nero con un alone bianco. Le corna sono chiare e nere in punta.
La taglia e la statura sono solitamente medio-piccola. Sono animali di costituzione particolarmente robusta, perfettamente adattati alle condizioni più difficili di pascolamento, grazie alla loro agilità e resistenza degli unghioni. 
Inoltre possiedono ottima fertilità e longevità.

## Produzione
La produzione di latte di attesta sui 5000 kg in media all'anno (17 kg circa al giorno) di latte al 3,8% di grasso e al 3,4% di proteine per lattazione. 
Gli incrementi ponderali giornalieri sono intorno a 1-1,2 kg con una buona resa al macello e pregevoli caratteristiche delle carcasse.